# Prefectura de Ouham-Pendé
Ouham-Pendé es una de las catorce prefecturas de la República Centroafricana. Está situada en el noroeste del país, siendo una de las cuatro esquinas centroafricanas. Tiene fronteras con Chad y Camerún. Su capital es Bozoum. Linda con las prefecturas de Nana-Mambéré al oeste y sur, Ouham al este, y Ombella-M'Poko al sur.
Además de Bozoum, también son importantes las ciudades de Bocaranga, en el noroeste, y Paoua, en el noreste.
Ouham-Pendé recibe el nombre de los dos ríos principales que pasan por esta prefectura: el río Ouham (centro), y el río Pendé (centro-norte).
Desde hace algunos años, la producción a nivel nacional de algodón, una fuente importante de ingresos para los agricultores centroafricanos, se vio fuertemente afectada por una crisis, debida principalmente al notable desplazamiento de la población de Ouham-Pendé, que es una de las más importantes regiones algodoneras del país.
- Datos: Q848591